# Ȼ
Ȼ (kleingeschrieben ȼ) ist ein Buchstabe des lateinischen Schriftsystems, bestehend aus einem C mit diagonalem Querstrich. Er wird in der Transkription von mexikanischen Sprachen für den Laut /⁠ʦ⁠/ verwendet. Außerdem ist der Buchstabe in der Saanich-Orthographie von 1978 enthalten und steht für den Laut /kʷ/.

## Darstellung auf dem Computer
Unicode enthält das Ȼ im Unicodeblock Lateinisch, erweitert-B (Latin Extended-B) an den Codepunkten U+023B (Großbuchstabe) und U+023C (Kleinbuchstabe).